# Festival de Skagen
Pour les articles homonymes, voir Skagen (homonymie).
Le festival de Skagen est le festival danois de musique le plus ancien. Depuis 1971, il se déroule, chaque année, durant la première fin de semaine du mois de juillet. L'évènement se tient sur plusieurs scènes à Skagen, dans l'extrême Nord du Jutland.

## Histoire
La première édition du festival en 1971 intulée danois : Skagen Visefestival (Festival de chanson de Skagen) a lieu dans la villa Tuxen, l'ancienne résidence de Laurits Tuxen, un des peintres de Skagen. Les participants viennent principalement de Norvège et du Danemark. Le festival déménage ensuite dans le centre sportif où il y a plus de place avant de se tenir au Skagen Kultur- og Fritidscenter. À partir de 1996 le festival se tient à l'extérieur avec des tentes plantées dans sur les dunes de sable ou près du port. Il a maintenant lieu dans divers endroits de la ville et autour du port. À l'origine le festival avait lieu la dernière fin de semaine du mois de juin mais depuis 1989 la première fin de semaine de juillet a été préférée,.

## Festival
Maintenant international, le festival propose plusieurs types de la musique folk dont du folk rock, du folk jazz et du blues. Plus de six-cent-cinquante volontaires se réunissent pendant une semaine pour préparer le festival. Le slogan du festival est It's good to see you! (C'est bon de vous voir!, le titre de la chanson d'Allan Taylor que chanta Alex Cambell (en) au festival durant les années.